# Juan Ochoa y Betancourt
Juan Ochoa y Betancourt (Avilés, 4 de noviembre de 1864-Oviedo, 26 de abril de 1899) fue un escritor y crítico literario español, dentro del realismo del siglo XIX.

## Biografía
Hijo de Fernando de Ochoa, que fue alcalde de Avilés, y la cubana María Cleofé de Betancourt, fue el último de cuatro hermanos. En Avilés vivió hasta los diez años, pues en 1874 se traslada a Oviedo con su familia. Cuando tenía quince años su padre falleció.
Cursó la carrera de Derecho en la Universidad de Oviedo, pero nunca ejerció. En su lugar se dedicó a escribir en los periódicos. En 1884, con veinte años, empezará a colaborar en periódicos locales: La Democracia Asturiana, El Carbayón, El Liberal Asturiano, La Sinceridad, Revista de Asturias y Ecos del Nalón. Un año más tarde se ganó una sección propia en el periódico La Libertad, titulada «Parola», donde escribía bajo el pseudónimo de «Miquis». En El Eco de Asturias también tenía sección, «Habladurías». Llegó a colaborar en El Atlántico, periódico santanderino. 
A la vez que escribía para la prensa, se dedicó a la creación literaria. Hizo amistad con Clarín, que le aconsejó irse a Madrid en busca del triunfo. En 1892, nada más llegar, colaboró en “La Justicia” como crítico literario. Enseguida pasó a escribir en El Progreso, El Imparcial y en revistas como Madrid Cómico, La España Moderna y Revista Crítica de Historia y Literatura Españolas, Portuguesas e Hispanoamericanas e incluso en una revista de Barcelona: Barcelona Cómica. Siguió utilizando el pseudónimo de «Miquis», aunque lo alternaba con su propio apellido y un sobrenombre nuevo, «Madrid», con los que obtuvo reconocimiento. 
En 1894, contrajo la tuberculosis visitando a un amigo de la capital, una enfermedad grave y de difícil curación por entonces, y se volvió a Asturias. Ese mismo año publicó su primera novela, Su amado discípulo, que tuvo buena acogida por parte de la crítica. Su siguiente novela, Los señores de Hermida, fue publicada en forma de folletón, formato habitual en la época, en la revista La España Moderna, en los meses de agosto, septiembre y octubre de 1896. Pero la enfermedad no lo soltó ya. Se dedicó a pasear con Clarín por el Parque San Francisco. No le quedaba mucho tiempo de vida cuando publicó Un alma de Dios. Preparando la siguiente novela, que quedaría inconclusa, le llegó el final. Murió en 1899, en plena primavera. Clarín se encargó de escribir su necrológica.

## Obras
- Su amado discípulo  (1894).
- Los señores de Hermida  (1896)
- Un alma de Dios  (1898)

Publicó también, en prensa, cuentos como Libertad, La última mosca, Historia de un cojo, Nube de paso, Los días del padre Mirandón, Una flauta, Cómo fue herido un héroe o Un genio.